# Cúil Aodha
Cúil Aodha [ˌkˠuːlʲ ˈeː] (anglisiert Coolea) ist ein Dorf und Townland im Tal des Flusses An Sulán (anglisiert Sullane River) in Westen der Grafschaft Cork, Irland. Es liegt in der Gaeltacht von Múscraí Thiar (anglisiert West Muskerry). Die Umgangssprache ist wie im benachbarten Baile Bhuirne der Munster-Dialekt des Irischen. Offiziellen Status hat deshalb nur der irische Name Cúil Aodha.
Der irische Komponist Seán Ó Riada lebte ab 1964 bis zu seinem Tod in Cúil Aodha. Er gründete den Männerchor Cór Chúil Aodha, der heute von seinem Sohn Peadar Ó Riada geleitet wird.
In und um Cúil Aodha wird der Coolea-Käse nach Gouda-Art hergestellt.